# Paccheri

Els paccheri (pronunciat [ˈpakkeri]) és un tipus de pasta que té la forma de macarrons gegants, generalment fets amb sèmola de blat dur, originària de la Campània. Generalment són llisos, però també hi ha una versió nervada els paccheri millerighe. Es poden farcir amb ricotta o altres ingredients, o no.

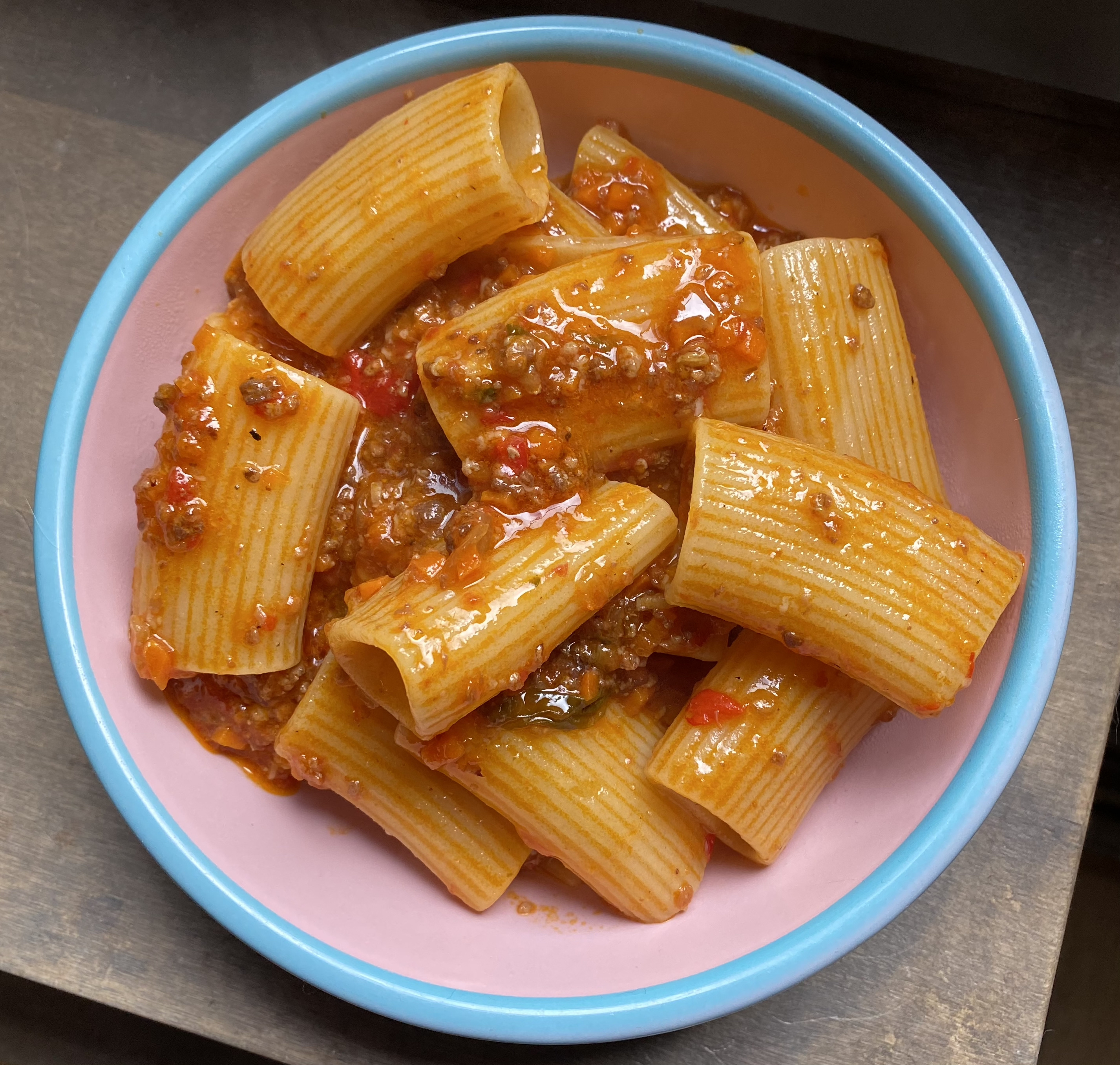
Paccheri amb ragú de porc